# Eyragues
Eyragues est une commune française, située dans le département des Bouches-du-Rhône en région Provence-Alpes-Côte d'Azur.
Ses habitants sont appelés les Eyraguaises et les Eyraguais.

## Géographie

### Localisation

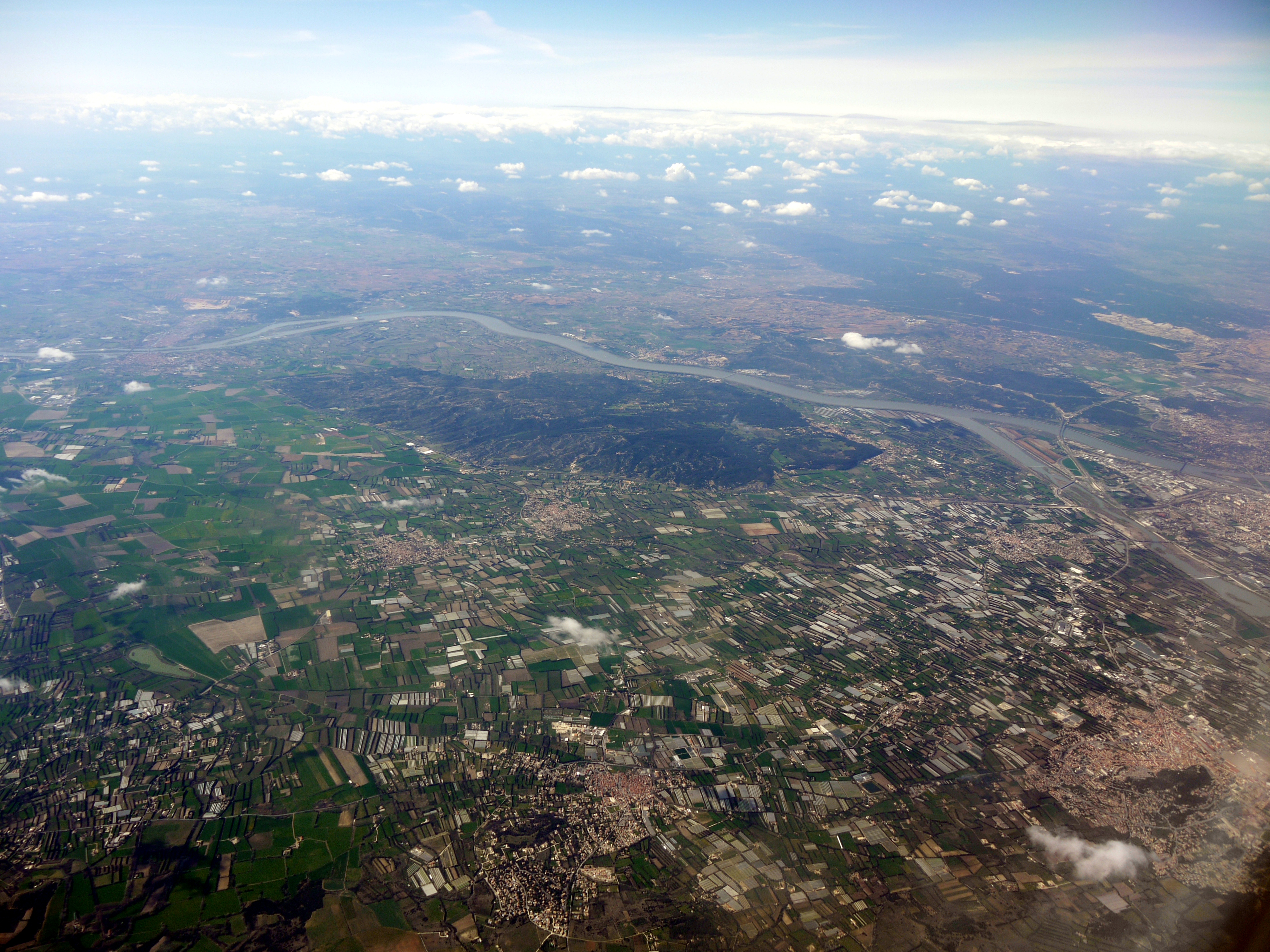
Photographie aérienne de Graveson à Rognonas en 2010.
Eyragues est au premier plan.

Eyragues est un bourg périurbain provençal situé entre Alpilles et Durance, jouxtant Châteaurenard et Saint-Rémy-de-Provence et à 12 km à vol d'oiseau au sud d'Avignon, 16 km à l'ouest de Cavaillon et 25 km au nord-est d'Arles.
Avignon (12 km) est desservie par un service de bus, la ligne 707 du réseau Zou !

### Communes limitrophes
Les communes limitrophes sont Châteaurenard, Graveson, Maillane, Noves et Saint-Rémy-de-Provence.

### Climat
Pour des articles plus généraux, voir Climat de Provence-Alpes-Côte d'Azur et Climat des Bouches-du-Rhône.
En 2010, le climat de la commune est de type climat méditerranéen franc, selon une étude du Centre national de la recherche scientifique s'appuyant sur une série de données couvrant la période 1971-2000. En 2020, Météo-France publie une typologie des climats de la France métropolitaine dans laquelle la commune est exposée à un climat méditerranéen et est dans la région climatique Provence, Languedoc-Roussillon, caractérisée par une pluviométrie faible en été, un très bon ensoleillement (2 600 h/an), un été chaud (21,5 °C), un air très sec en été, sec en toutes saisons, des vents forts (fréquence de 40 à 50 % de vents > 5 m/s) et peu de brouillards.
Pour la période 1971-2000, la température annuelle moyenne est de 14,1 °C, avec une amplitude thermique annuelle de 17,6 °C. Le cumul annuel moyen de précipitations est de 660 mm, avec 5,9 jours de précipitations en janvier et 2,5 jours en juillet. Pour la période 1991-2020, la température moyenne annuelle observée sur la station météorologique installée sur la commune est de 15,2 °C et le cumul annuel moyen de précipitations est de 631,8 mm. 
La température maximale relevée sur cette station est de 42,2 °C, atteinte le 28 juin 2019 ; la température minimale est de −9,9 °C, atteinte le 2 mars 2005,,.
| Mois                                  | jan.          | fév.          | mars          | avril         | mai           | juin          | jui.          | août          | sep.          | oct.            | nov.            | déc.          | année     |
| ------------------------------------- | ------------- | ------------- | ------------- | ------------- | ------------- | ------------- | ------------- | ------------- | ------------- | --------------- | --------------- | ------------- | --------- |
| Température minimale moyenne (°C)     | 2,2           | 2,5           | 5             | 7,8           | 11,7          | 15,4          | 17,6          | 17,2          | 13,9          | 10,8            | 6,1             | 2,8           | 9,4       |
| Température moyenne (°C)              | 6,5           | 7,5           | 10,9          | 14            | 18,1          | 22,2          | 24,7          | 24,2          | 20,2          | 16,1            | 10,5            | 7             | 15,2      |
| Température maximale moyenne (°C)     | 10,9          | 12,5          | 16,8          | 20,2          | 24,4          | 29,1          | 31,7          | 31,3          | 26,5          | 21,3            | 14,9            | 11,2          | 20,9      |
| Record de froid (°C) date du record   | −8 12.01.10   | −8,9 25.02.05 | −9,9 02.03.05 | −3,1 08.04.21 | 3 08.05.04    | 8,2 05.06.14  | 9,3 18.07.00  | 9 30.08.1998  | 5,5 19.09.01  | −2,6 31.10.1997 | −7,4 23.11.1998 | −8,3 20.12.01 | −9,9 2005 |
| Record de chaleur (°C) date du record | 21,4 19.01.07 | 24,3 24.02.20 | 26,3 24.03.19 | 30,6 09.04.11 | 35,6 24.05.09 | 42,2 28.06.19 | 39,7 24.07.06 | 41,4 22.08.23 | 35,4 03.09.16 | 32,1 08.10.23   | 25,1 07.11.13   | 21 29.12.21   | 42,2 2019 |
| Précipitations (mm)                   | 50,8          | 32,6          | 40,6          | 59,1          | 55,5          | 33,7          | 23            | 30,2          | 80,1          | 85,7            | 93,5            | 47            | 631,8     |

| Diagramme climatique                                  |             |           |             |              |              |            |              |              |              |             |           |
| J                                                     | F           | M         | A           | M            | J            | J          | A            | S            | O            | N           | D         |
| 10,92,250,8                                           | 12,52,532,6 | 16,8540,6 | 20,27,859,1 | 24,411,755,5 | 29,115,433,7 | 31,717,623 | 31,317,230,2 | 26,513,980,1 | 21,310,885,7 | 14,96,193,5 | 11,22,847 |
| Moyennes : • Temp. maxi et mini °C • Précipitation mm |             |           |             |              |              |            |              |              |              |             |           |

Les paramètres climatiques de la commune ont été estimés pour le milieu du siècle (2041-2070) selon différents scénarios d'émission de gaz à effet de serre à partir des nouvelles projections climatiques de référence DRIAS-2020. Ils sont consultables sur un site dédié publié par Météo-France en novembre 2022.

## Urbanisme

### Typologie
Au 1er janvier 2024, Eyragues est catégorisée bourg rural, selon la nouvelle grille communale de densité à 7 niveaux définie par l'Insee en 2022.
Elle appartient à l'unité urbaine d'Avignon, une agglomération inter-régionale dont elle est une commune de la banlieue,. Par ailleurs la commune fait partie de l'aire d'attraction d'Avignon, dont elle est une commune de la couronne,. Cette aire, qui regroupe 48 communes, est catégorisée dans les aires de 200 000 à moins de 700 000 habitants,.

### Occupation des sols

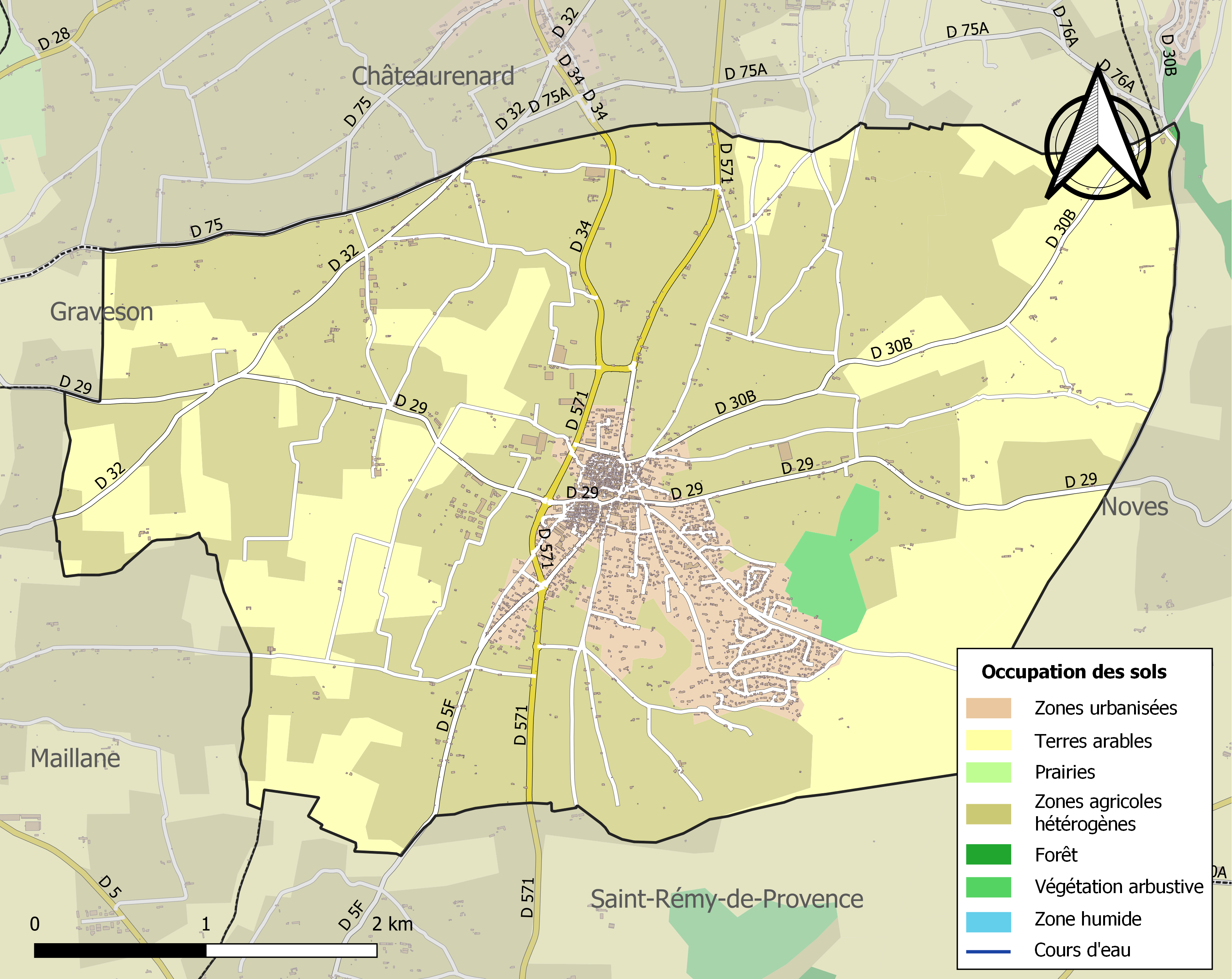
Carte des infrastructures et de l'occupation des sols de la commune en 2018 (CLC).

L'occupation des sols de la commune, telle qu'elle ressort de la base de données européenne d’occupation biophysique des sols Corine Land Cover (CLC), est marquée par l'importance des territoires agricoles (90,3 % en 2018), une proportion sensiblement équivalente à celle de 1990 (90,9 %). La répartition détaillée en 2018 est la suivante : 
zones agricoles hétérogènes (60 %), cultures permanentes (24,5 %), zones urbanisées (8,3 %), terres arables (5,8 %), milieux à végétation arbustive et/ou herbacée (1,3 %). L'évolution de l’occupation des sols de la commune et de ses infrastructures peut être observée sur les différentes représentations cartographiques du territoire : la carte de Cassini (XVIIIe siècle), la carte d'état-major (1820-1866) et les cartes ou photos aériennes de l'IGN pour la période actuelle (1950 à aujourd'hui).

### Habitat et logement
En 2018, le nombre total de logements dans la commune était de 2 183, alors qu'il était de 2 037 en 2013 et de 1 955 en 2008.
Parmi ces logements, 89,5 % étaient des résidences principales, 4,4 % des résidences secondaires et 6,1 % des logements vacants. Ces logements étaient pour 82,8 % d'entre eux des maisons individuelles et pour 14,1 % des appartements.
Le tableau ci-dessous présente la typologie des logements à Eyragues en 2018 en comparaison avec celle des Bouches-du-Rhône et de la France entière. Une caractéristique marquante du parc de logements est ainsi une proportion de résidences secondaires et logements occasionnels (4,4 %) inférieure à celle du département (4,6 %) et à celle de la France entière (9,7 %). Concernant le statut d'occupation de ces logements, 65,2 % des habitants de la commune sont propriétaires de leur logement (66,7 % en 2013), contre 50,8 % pour les Bouches-du-Rhône et 57,5 % pour la France entière.
| Typologie                                               | Eyragues | Bouches-du-Rhône | France entière |
| ------------------------------------------------------- | -------- | ---------------- | -------------- |
| Résidences principales (en %)                           | 89,5     | 87,9             | 82,1           |
| Résidences secondaires et logements occasionnels (en %) | 4,4      | 4,6              | 9,7            |
| Logements vacants (en %)                                | 6,1      | 7,6              | 8,2            |

## Toponymie
Le nom de la commune s’écrit Eirago ou Irago en provençal selon la norme mistralienne et Airaga selon la norme classique de l’occitan. Il se prononce [ej'ʀagɔ] ou [i'ʀagɔ].

## Histoire

### Moyen Âge
Rostaing Gantelmi, baile de Sisteron (1306) et viguier de Marseille (1338), est seigneur d'Eyragues et conseiller de Charles II, roi de Naples et comte de Provence. En 1309, Robert Ier lui confirme une pension annuelle de 40 onces d'or que lui avait donné Charles II en échange des maisons qu'il possédait à Naples et que son père avait donné à noble Bertrand des Baux, comte d'Andria et de Montescaglioso. En 1331, il tente en vain d'acquérir le quart  des terres de Maillane à Pierre de Bénévent (la cour s'opposa à la vente).
La mort de la reine Jeanne Ire ouvre une crise de succession à la tête du comté de Provence, les villes de l'Union d'Aix (1382-1387) soutenant Charles de Duras contre Louis Ier d'Anjou. La communauté d'Eyragues soutient les Duras durablement, et même après 1386.

## Politique et administration

### Rattachements administratifs et électoraux

#### Rattachements administratifs
La commune se trouve depuis 1816 dans l'arrondissement d'Arles du département des Bouches-du-Rhône.
Après avoir été le chef-lieu d'un fugace canton d'Eyragues  de 1793 à 1801, la ville est alors rattachée au canton d'Orgon, qu'elle quitte en 1825 pour intégrer le canton de Châteaurenard. Dans le cadre du redécoupage cantonal de 2014 en France, cette circonscription administrative territoriale a disparu, et le canton n'est plus qu'une circonscription électorale.

#### Rattachements électoraux
Pour les élections départementales, la commune fait partie depuis 2014 d'un nouveau canton de Châteaurenard porté de 6 à 15 communes.
Pour l'élection des députés, elle fait partie de la quinzième circonscription des Bouches-du-Rhône.

### Intercommunalité
Eyragues est le siège membre de la communauté d'agglomération Terre de Provence, un établissement public de coopération intercommunale (EPCI) à fiscalité propre créé en 1996 comme communauté de communes sous le nom de  Rhône-Alpilles-Durance et auquel la commune avait transféré un certain nombre de ses compétences, dans les conditions déterminées par le code général des collectivités territoriales.
Cette intercommunalité s'est transformée en communauté d'agglomération en 2013 à l'occasion d'une extension de son périmètre, et a pris son nom actuel en 2015

### Liste des maires
| Période                                  | Période                       | Identité           | Étiquette | Qualité |
| ---------------------------------------- | ----------------------------- | ------------------ | --------- | --- |
| Les données manquantes sont à compléter. |                               |                    |           | |
| 1880                                     | 1890                          | Jean-Marie Clapier |           | |
| 1890                                     | 1896                          | Philippe Roux      |           | |
| 1900                                     | 1906                          | Raynaud Mistral    |           | |
| 1906                                     | 1910                          | Marius Grimaldier  |           | |
| 1910                                     | 1919                          | Eugène Michel      |           | |
| 1919                                     | 1941                          | Auguste Fouquet    | SFIO      | Chevalier de la Légion d'honneur |
| 1945                                     | 1965                          | Baudile Lagnel     |           | |
| mars 1965                                | juin 1995                     | Louis Michel       | DVD       | |
| juin 1995                                | juin 2022                     | Max Gilles         | DVD       | Agriculteur retraité Président de la CC Rhône Alpilles Durance (2008 → 2014) Vice-président de la CA Terre de Provence (2014 → 2022) Mort en fonction |
| juillet 2022                             | En cours (au 25 juillet 2023) | Michel Gavanon     | SE        | Cadre retraité Vice-président de la CA Terre de Provence (2022 → )                                                                                    |

## Démographie
L'évolution du nombre d'habitants est connue à travers les recensements de la population effectués dans la commune depuis 1793. Pour les communes de moins de 10 000 habitants, une enquête de recensement portant sur toute la population est réalisée tous les cinq ans, les populations de référence des années intermédiaires étant quant à elles estimées par interpolation ou extrapolation. Pour la commune, le premier recensement exhaustif entrant dans le cadre du nouveau dispositif a été réalisé en 2006.

En 2022, la commune comptait 4 289 habitants, en évolution de −3,31 % par rapport à 2016 (Bouches-du-Rhône : +2,48 %, France hors Mayotte : +2,11 %).
| 1793  | 1800  | 1806  | 1821  | 1831  | 1836  | 1841  | 1846  | 1851  |
| ----- | ----- | ----- | ----- | ----- | ----- | ----- | ----- | ----- |
| 2 389 | 2 388 | 2 060 | 2 206 | 2 227 | 2 272 | 2 290 | 2 319 | 2 368 |

| 1856  | 1861  | 1866  | 1872  | 1876  | 1881  | 1886  | 1891  | 1896  |
| ----- | ----- | ----- | ----- | ----- | ----- | ----- | ----- | ----- |
| 2 527 | 2 554 | 2 583 | 2 461 | 2 361 | 2 191 | 2 069 | 2 008 | 1 946 |

| 1901  | 1906  | 1911  | 1921  | 1926  | 1931  | 1936  | 1946  | 1954  |
| ----- | ----- | ----- | ----- | ----- | ----- | ----- | ----- | ----- |
| 1 957 | 1 937 | 1 935 | 1 575 | 1 745 | 1 767 | 1 878 | 1 864 | 2 015 |

| 1962  | 1968  | 1975  | 1982  | 1990  | 1999  | 2006  | 2011  | 2016  |
| ----- | ----- | ----- | ----- | ----- | ----- | ----- | ----- | ----- |
| 2 092 | 2 288 | 2 512 | 2 968 | 3 504 | 3 941 | 4 179 | 4 100 | 4 436 |

| 2021  | 2022  | - | - | - | - | - | - | - |
| ----- | ----- | - | - | - | - | - | - | - |
| 4 355 | 4 289 | - | - | - | - | - | - | - |

## Cadre de vie
- Fêtes traditionnelles[22] :
- Saint Bonnet depuis 1820 (le 15 janvier).
- Défilé de la Saint Eloi (Carreto Ramado) le dernier dimanche de juin.
- Fête votive (voto) de la Saint Symphorien, depuis 1718 (à partir de l'avant dernier week-end du mois d'août).

## Économie
Eyragues est une ville vivante avec de nombreux commerces et services.
30 % de la population travaille sur Avignon[réf. nécessaire].

## Culture locale et patrimoine

### Lieux et monuments
- Église paroissiale de Saint-Maxime du XIVe siècle ; particularités : absides gothiques, clocher du XVIIIe siècle. Elle est inscrite comme monument historique[23].

### Personnalités liées à la commune
- Aimée Batier, décédée dans la ville.

### Héraldique
| Blason de Eyragues | Blason  | D'argent à trois massettes tigées et feuillées de sinople posées sur une champagne d'azur, accompagnées en chef de deux hydrophiles [insectes des marais] au naturel. |
| Blason de Eyragues | Détails | Le statut officiel du blason reste à déterminer. |

## Pour approfondir